# 杉田村雄
杉田 村雄（すぎた むらお、1903年（明治36年）2月14日 - 1986年（昭和61年）7月17日）は、日本のクラシックギター・マンドリン音楽家、指揮者。

## 経歴
東京府南多摩郡多摩村東寺方（現・東京都多摩市東寺方）の村医 杉田武雄の長男として生まれる。暁星中学校（旧制）時代、クラスメートの齋藤秀雄とともに比留間賢八に師事、2人で暁星マンドリン倶楽部から静美社音楽部へと音楽活動を進める。杉田は中央大学に進学し中央大学音楽研究会マンドリン倶楽部に所属。一方齋藤は上智大学に進学し「オルケストル・エトワール」を結成、1923年（大正12年）1月に武井守成主宰「シンフォニア・マンドリニ・オルケストラ」（1915年（大正4年）発足）主催の第1回全国マンドリン合奏団競演会に出場し同団を指揮し入賞するが、音楽に専念するために上智大学を中退し近衛秀麿に随伴してドイツに留学する。
杉田は1939年（昭和14年）武井の主宰するマンドリンオーケストラ「オルケストラ・シンフォニカ・タケヰ（1923年（大正12年）11月に「シンフォニア・マンドリニ・オルケストラ」から改称）」（OST）に入団。 戦時中、武井の多摩村東寺方への疎開に尽力し、音楽関係楽譜・資料も戦火を免れる。1949年（昭和24年）12月14日、武井死去。その後、一旦解散となったOSTを再興し、理事長および指揮者を務める。また、武井作品の楽譜出版に尽力した。
1966年（昭和41年）から高橋三男、荘村正人とともに日本マンドリン連盟成立に協力（この際、全国の協力者を集めた会場は第一生命ホールであった。おそらく杉田の世話によるものと思われる）。1968年（昭和43年）同連盟発足とともに副理事長に就任。
杉田はオペラ好きでもあり、1969年（昭和44年）杉田は畑中良輔・栗山昌良・若杉弘・三谷礼二とともに「『室内歌劇』を通じ、今日における劇場音楽芸術の可能性を追求し、以って我が国のオペラ振興に寄与する事」を目的として東京室内歌劇場を設立した。畑中によると、「東京私立歌劇場」という名称を主張した畑中の案を却下し、「東京室内歌劇場」という名称を提示したのは杉田だったという。当時の杉田は日比谷にあった旧第一生命ホールの支配人。杉田はジャーナリズムに顔が広く、読売新聞社の文化部長を説得して共催を取り付けてきた。その際に「東京室内歌劇場」という名称の方が当たり障りがなく、一般的に受け入れられやすいという言だったという。公演会場は当然ながら第一生命ホールであった。第一生命ホールでの公演と、読売新聞社の共催は1979年（昭和54年）まで続いた。
1986年（昭和61年）7月17日死去。83歳没。死去時、日伊音楽協会理事長、日本マンドリン連盟副会長、昭和音楽大学幹事。
1987年（昭和62年）4月の「オルケストラ シンフォニカ タケイ」第87回定期演奏会は「故杉田村雄氏追悼」と題して開催された。この演奏会には奥田良三が「進んで出演を希望され」1980年（昭和55年）定期演奏会で杉田指揮のもとで歌われた3曲をそのまま再唱した。奥田と杉田はともに1903年（明治36年）生まれの同年であり、日伊音楽協会では会長・理事長、昭和音楽大学で学長・幹事の間柄で常々親しく交際していたという。
なお「オルケストラ シンフォニカ タケイ」は上記追悼演奏会翌月の同年5月に「オルケストラ シンフォニカ 東京」と改称されている。公演会場は2020年（令和2年）現在、晴海への移転後も第一生命ホールが選択されている。